# Козак Микола Васильович
Мико́ла Васи́льович Коза́к (псевдо: «Богдан», «Вівчар», «Смок», «Кучма», «Лука», «Петро», «Сергій Хортиця», «Чупринко») (22 лютого 1915, с. Рахиня, Долинський повіт, Королівство Галичини та Володимирії — 8 лютого 1949, с. Пітушків, Млинівський район, Рівненська область) — український військовий діяч, крайовий референт СБ ПЗУЗ (1945), командир УПА-Північ (03.1945 — 12.1945), крайовий провідник ОУН на північно-західних землях (ПЗУЗ; 1946—1948).
Лицар Золотого Хреста Заслуги.

## Життєпис

Микола Козак (ліворуч) з провідником Луцької округи Михайлом Бондарчуком (праворуч). Кінець 1940-х рр.

Микола Козак

Народився 22 лютого 1915 року в с. Рахиня Долинського повіту Королівства Галичини та Володимирії (нині Долинський район, Івано-Франківська область, Україна).
Закінчив гімназію в 1933, згодом студент Львівської політехніки.
Після закінчення курсів Ревізійного союзу українських кооператив у 1934 році працював продавцем у споживчій кооперативі «Сила» в Долині.
Член ОУН з 1934 року. Заарештований польською поліцією 3 березня 1937 року, засуджений в Стрию 1 березня 1938 року до 3 років ув'язнення. Вийшов на волю 9 вересня 1939 року.
Повітовий провідник ОУН на Лемківщині у 1940—1941 рр., член похідних груп ОУН влітку 1941 року.
Обласний провідник ОУН Кам'янець-Подільської області (1941—1942), організаційний референт і обласний провідник ОУН Вінницької області (1942—1943), крайовий референт СБ ОСУЗ у 1944 р.
У 1945 крайовий референт СБ ПЗУЗ, а у 1946—1948 провідник ОУН ПЗУЗ.
Командир УПА-Північ: березень 1945 — грудень 1945 року.
Брав активну діяльність у протидії агентурі НКВС. Відзначився в успішній оперативній грі з агентами НКВС і з допомогою підпільниці Людмили Фої ліквідував трьох високопрофесійних агентів спецслужб.
На думку історика Вахтанга Кіпіані, Микола Козак ліквідував 889 осіб з 938, які потрапили під перевірку СБ ОУН через підозріння їх співпраці з радянськими спецслужбами. Зокрема, серед вбитих було півсотні функціонерів ОУН. В деяких районах сто відсотків підозрюваних було вбито як потенційних радянських агентів.
Загинув у бою із спецгрупою МДБ 8 лютого 1949 року в с. Пітушків, Млинівський район, Рівненська область, нині Україна.

## Нагороди
- Згідно з Постановою УГВР від 8.10.1945 р. і Наказом Головного військового штабу УПА ч. 4/45 від 11.10.1945 р. референт СБ крайового проводу ОУН ПЗУЗ Микола Козак — «Смок» нагороджений Золотим хрестом заслуги УПА[7].

## Вшанування пам'яті
- У багатьох містах України є Вулиця Героїв УПА, до яких належить і Микола Козак.
- 5.12.2017 р. від імені Координаційної ради з вшанування пам'яті нагороджених Лицарів ОУН і УПА у м. Івано-Франківськ Золотий хрестом заслуги УПА (№ 015) переданий Зеновію Козаку, племіннику Миколи Козака — «Смока».